# Křížová výprava (povídka)
Křížová výprava (anglicky "Crusade") je krátká sci-fi povídka spisovatele Arthura C. Clarka, která vyšla v Československu ve sbírce Zpráva o třetí planetě z roku 1982  a v ČR ve sbírce Devět miliard božích jmen z roku 2002.
V angličtině vyšla např. ve sbírce s názvem The Wind from the Sun.

## Obsah povídky
Vesmírem putuje svět, jenž nikdy nepoznal slunce. Je zachycen mezi dvěma galaxiemi a v budoucnu si jej jedna z nich přitáhne gravitační silou. Nachází se na něm moře kapalného hélia, jež může existovat v tomto stavu i zlomek nad absolutní nulou. Jednou vzniklé elektrické proudy trvají napořád, nic je nemůže oslabit. Supravodivost je zde normální jev a spotřeba energie je zanedbatelná. Pro život je to nepříznivá planeta, pro elektronickou inteligenci naopak ta nejvhodnější.
Planetární inteligence během mnoha milionů roků hloubá o své budoucnosti a pociťuje určitý nedostatek informací. Ví, že jednou podlehne gravitačním silám a rozhodne se vyslat sondy do opačných směrů, aby se pokusily zajistit některá data. Sondy však vlivem tepla a ztráty supravodivosti selžou.
Inteligence opakuje pokus a vyšle další sondy. Od jedné sondy dojde zpráva, že galaxie, v níž se pohybuje, je zcela opuštěná, neobsahuje žádné umělé záření, pouze mezihvězdný šum. Jiná sonda však posílá informaci o hemžícím se vesmíru, kde informace létají od hvězdy k hvězdě. Mateřská inteligence se pokouší pochopit, jaký druh života má před sebou, ale ani za celé tisíciletí se jí to nepodaří. Domnívá se, že zaslaná data musí být nesprávná, neboť:
1. inteligence jejího typu sice existuje, avšak je v menšině;
2. většina inteligentních entit má krátkou dobu životnosti a je uspořádána zcela neprakticky z více prvků;
3. dokáží fungovat za vysokých teplot, ale jejich operace s informacemi jsou neuvěřitelně pomalé;
4. metody jejich rozmnožování jsou velmi komplikované a proměnlivé, že si nelze vytvořit ani náznak představy;
5. především pak jsou přesvědčeni, že vytvořili a ovládají mnohem vyspělejší typ intelektu - elektronický.

Po analýze je zřejmé, že musí být provedena ozdravná akce.
V souhvězdí Orla se vznítí celá řada jasných nov, křížová výprava dosáhne planetu Zemi kolem roku 2050.